# 山原義人
山原 義人（やまはら よしと、1963年6月24日 - ）は、日本の男性漫画家。沖縄県那覇市出身。代表作は「龍狼伝」。

## 来歴
1963年6月24日、沖縄県那覇市で生まれる。手塚治虫に憧れて漫画家を志し、大学を卒業後、上京。漫画家の長岡ひろしのアシスタントを経て1992年に『月刊少年マガジン』チャレンジ大賞に入選する。
翌1993年から、『月刊少年マガジン』（講談社）にてデビュー作「龍狼伝」の連載を開始。同作は2007年から「龍狼伝 中原繚乱編」と、2016年8月号から「龍狼伝 王霸立国編」とタイトルを変更し、現在も連載中。
1997年、「龍狼伝」で第21回講談社漫画賞少年部門を受賞。
2010年2月に脳出血で入院し、3月号から「龍狼伝 中原繚乱編」の連載を休止。同年5月号から復帰する。

## 訴訟
2020年6月、ジャーナリストの伊藤詩織がはすみとしこ外2人を提訴したと記者会見で発表した。はすみとしこが、伊藤があたかも枕営業をしていたかのような風刺漫画を計5回に渡ってTwitterに投稿し、それをリツイートしたうちの2名を含む計3名を提訴したものである。このうちの1名が山原であった。
2021年11月30日、東京地裁がはすみや山原らの伊藤に対する名誉毀損を認め、山原はリツイートしたもう1人と共に11万円の賠償を命じられた。はすみ側は控訴して争ったが、2022年11月10日、東京高裁で控訴棄却の判決が下された。